# Richard Murunga
Richard Khalifa „Dick Tiger“ Murunga (* 22. April 1949 in Amagoro, Teso District, Western; † 26. Oktober 2018 in Nairobi) war ein kenianischer Boxer.

## Karriere

### Amateur
Murunga war Afrikanischer Meister 1972 im Weltergewicht (-67 kg) und konnte aufgrund dieses Erfolges an den Olympischen Spielen im selben Jahr teilnehmen, bei denen er nach Siegen über Alfons Stawski, Polen (4:1), Vartex Parsanian, Iran (TKO 3.) und Sergio Lozano, Mexiko (KO 1.), und einer Halbfinalniederlage gegen János Kajdi, Ungarn (4:1), die Bronzemedaille gewann. Bei den Panafrikanischen Spielen 1973 in Lagos schied er jedoch bereits im Viertelfinale gegen Joe Mensah, Nigeria (3:2), aus.
Seit 1970 war Murunga Mitglied der kenianischen Armee, erklärte jedoch seinen Rücktritt 1973, da man ihm nicht erlaubte, ins Profilager zu wechseln. Er reiste nach Uganda aus und startete unter dem Pseudonym Feisal Musante für Uganda bei den Ost- und Zentralafrikanischen Meisterschaften. Als er nach Kenia zurückkehrte, wurde Murunga für Fahnenflucht arrestiert.

### Profi
1973 wurde Murunga der erste Profi kenianischer Nationalität. Er zog dafür nach Dänemark und gewann hier 1974 seine einzigen drei Profikämpfe, bevor er seine Karriere beendete.

## Persönliches
Murunga war zweimal verheiratet und hatte sieben Kinder. Vor der Heirat mit seiner zweiten Frau konvertierte er vom Christentum zum Islam. Nachdem er viele Jahre in Dänemark und Kuwait lebte, wohnte er seit 2003 wieder in Kenia, genauer in Bombolulu, Mombasa. 
Seit 2000 saß Murunga aufgrund eines Trainingsunfalls im Rollstuhl. Obwohl er sich soweit erholt hatte, dass er schon nach drei Monaten wieder gehen konnte, kehrte 2003 wieder in den Rollstuhl zurück. 2004 gründete er die Organisation DT72 um behinderte Menschen in seinen Heimatland zu unterstützen. Er sammelte Spendengelder unter der Behauptung ein afrikanisches Paralympic-Center, eine internationale Universität und ein Forschungszentrum im Norden Mombasas bauen zu wollen. Dies stellte sich jedoch als Betrug heraus und nachdem es mehrere Demonstrationen von Behinderten gegen seine Organisation gab, begann die kenianische Antikorruptionsbehörde gegen ihn und seine Organisation zu ermitteln. Später bestand in Kenia ein Haftbefehl gegen ihn und die USA verweigerten ihm die Einreise. Von einigen kenianischen Behindertengruppen wird behauptet, Murunga habe nie etwas für Kenias Behinderte getan.